# واردوگو
واردوگو شهری در شهرستان گاونگو در استان بازگا در بورکینافاسوی مرکزی است و جمعیت آن ۵۴۸۹ نفر است.